# محمد الجباس
محمد الجباس الشهير بدودو، لاعب مصري كان يلعب في نادي المصري قبل أن ينتقل عام 2009 يلعب قي نادى ليرس البلجيكى وهذا النادى هو أحد انديه الممتاز قي بلجيكا. لعب 8 مباريات دولية مع منتخب مصر لكرة القدم.

## روابط خارجية
- محمد الجباس على موقع قاعدة بيانات كرة القدم.إي يو (الإنجليزية)
- محمد الجباس على موقع ناشيونال فوتبول تيمز (الإنجليزية)
- محمد الجباس على موقع Soccerway.com (الإنجليزية)
- محمد الجباس على موقع كووورة